# 都之花
都之花（みやこのはな）は、明治時代の文芸雑誌。1888年（明治21年）から1893年（明治26年）まで、金港堂から発行された。

## 歴史
明治初期には、成島柳北の『花月新誌』や仮名垣魯文の『魯文珍報』といった傾向で『芳譚雑誌』『人情雑誌』などの小説雑誌が刊行されており、硯友社の会誌『我楽多文庫』も1888年3月には公刊されるようになった。金港堂は、硯友社同人で、1887年に言文一致体の小説「武蔵野」で世に知られるようになっていた当時20歳の山田美妙を主筆として、新しい純文芸雑誌『都之花』を1888年10月に創刊した。
創刊号の目次は、
- 香亭迂人（中根淑）「発行のゆゑよし」
- 美妙斎主人「花車」
- 二葉亭四迷「めぐりあ日」（ツルゲーネフの翻訳）
- 流鷺散史「中原の胥鹿」
- 学海居士（依田学海）「淑女の操」
- 槐堂仙史「華胥の夢」
- 迷花生（中根淑）「鉢の木」

依田学海が脚本を寄稿したのに加えて、巻頭となった美妙の「花車」や、二葉亭の翻訳は高く評価され、この二人とともに、『都之花』も新しい文学の発表の舞台として注目された。またこれに続いて、11月には春陽堂から『小説萃錦』、12月には博文館から『大和錦』と、文芸雑誌の創刊が相次ぎ、『都之花』が最初の文学雑誌とされることもある。美妙の名声も高くなり、多忙となったことで、硯友社からは事実上離れることになっていった。
幸田露伴は処女作「露団々」を淡島寒月と依田学海のところに持ち込んだところ、『都之花』に紹介され、美妙も高く認めて1889年に連載された。1889年2月には『改進新聞』が美妙を社員として招聘し、美妙は4月に『都之花』を退き、藤本藤蔭が編集主任、香亭中根淑が主筆となった。また1889年には、嵯峨の屋「初恋」、美妙「いちご姫」、二葉亭四迷「浮雲」などが掲載される。1890年には原抱一庵が森田思軒の紹介で「不遇文人」を掲載。
1890年からは硯友社の江見水蔭が武内桂舟の紹介で時代小説などを執筆し、1891年に連載した「花守」が好評となった。1891年5月号は、藤蔭の連載小説「やぶだたみ」と、美妙の連載小説「第恥辱」が、風俗を壊乱するとして発行禁止となった。1891年8月号からは尾崎紅葉が「二人女房」を連載、これは従来とは違って「である」長を使って注目され、また写実主義的作風に近づいたものだった。美妙は11月号から「兜菊」の連載を始めるが、評判はよくなく、この頃から失意に陥ることになる。
1892年には田辺龍子「こぞのつみ」、樋口一葉「うもれ木」、田山花袋「新桜川」などを掲載。1893年（明治26年）6月に、この頃小説が沈滞期となっていた影響で、109号をもって廃刊。

## 注
1. ↑  江見水蔭「硯友社側面史 纏まらぬ記憶」（『明治文学回想集）
2. ↑  『新編 思い出す人々』
3. ↑  江見水陰「自己中心明治文壇史」（『近代文學回想集』）